# Norrköpings arvförening
Norrköpings arvförening kallas den svenska tronföljdsordning som antogs vid riksdagen i Norrköping 1604, där Karl IX erkändes som kung och det slogs fast att kronan skulle ärvas enligt förstfödslorätt av i första hand hans manliga arvingar och i andra hand hertig Johans. För den händelse att både Karl IX:s och hertig Johans manliga arvslinjer utdog, så skulle arvsrätt träda i kraft för prinsessor av Karls och Johans hus i likhet med vad 1590 års arvförening stadgade. Fortfarande gällde dock villkoren i 1590 års arvförening: Skyldighet att för giftermål inhämta ständernas samtycke samt med tillägg, att successionsrätt skulle förloras även genom äktenskap med någon, som inte bekände sig till den lutherska läran. 
Det sistnämnda skulle gälla också arvfurste, och ingen, som ej själv var med ständerna ense vad gäller religionen, skulle få tas "til then konungelighe regering". Arvfurste som ville behålla arvsrätt, fick inte heller ingå giftermål, utan att ständerna satts tillfälle att pröva, om detsamma var till fördel för riket. Med hänsyn till senare tiders erfarenhet stadgades slutligen, att arvfurste, som mottagit annat konungarike, ej skulle få bestiga Sveriges tron och att ej heller arvkonung fick motta annat land och konungarike, med mindre han alltid förblev boende i Sverige.
På grund av denna arvförening besteg Kristina tronen. Då Karl IX:s dotter Katarina av Pfalz, som dog 1638, gift sig med en furste som bekände sig till en främmande religion (den reformerta), var Kristina den enda arvsberättigade medlemmen av konungahuset. Med anledning av detta genomdrev hon, som ville förbli ogift, på riksdagen i Stockholm 6 november 1650 en ny arvförening; se 1650 års arvförening.

## Källa
Den här artikeln är helt eller delvis baserad på material från Nordisk familjebok, Tronföljd, 1904–1926.